# 荒井はる那
荒井 はる那（あらい はるな）は、日本の漫画家。

## 略歴
- 2013年 - 第540回別マまんがスクールにおいて、デビュー賞を受賞。『きっかけどこに落ちてます?』がデビュー作として『ザ マーガレット』（集英社）に掲載された。

## 作品リスト
全て集英社、マーガレットコミックスから刊行されている。
- あのこが泣いた（2017年8月25日発売[1][2]、『別冊マーガレットsister』2017年1月増刊号冬フェスVol.1 - 2017年3月増刊号冬フェスVol.3、ISBN 978-4-08-845812-0、全1巻）
  - 私がアイツに捕まるまで（『別冊マーガレット』2016年7月号）
  - あのこが照れた（描きおろし）
- この距離、その温度。（2018年11月22日発売[3][4]、ISBN 978-4-08-844127-6）
  - この距離、その温度。（『ザ マーガレット』2015年6月号）
  - 知れば知るほど（『別冊マーガレットsister』2013年12月増刊秋号）
  - 群青の春（『別冊マーガレットsister』2016年5月増刊号春フェスVOL.1）
  - サマードロップス（『別冊マーガレット』2014年9月号別冊ふろく『moi!』7号）
  - 境界線上の私たち（『別冊マーガレット』2015年10月号別冊ふろく『dcolle』6号）
  - さよなら、秘密基地（『別冊マーガレット』2018年6月号別冊ふろく『別マsister』）

### イラスト
- （タイトルなし）（『別冊マーガレット』2016年2月号別冊ふろく『dcolle』10号）

### 単行本未収録作品
- きっかけどこに落ちてます?（『ザ マーガレット』2013年8月号、デビュー作。）
- いびつな純愛（『別冊マーガレットsister』2014年4月増刊春号）
- 恋の花（『別冊マーガレット』2016年2月号別冊ふろく『dcolle』10号）
- ウツラウツツ[5]（『別冊マーガレット』2018年11月号[6] - 2019年3月号）
- 恋する珍獣（『別冊マーガレット』2019年8月号別冊ふろく『可愛い小さな恋の話。』）